# Acronicta vinnula
Acronicta vinnula là một loài bướm đêm trong họ Noctuidae.

## Hình ảnh

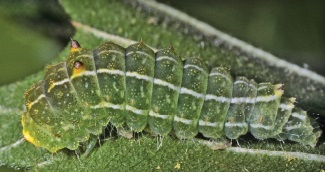
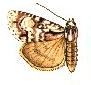